# Villa Nova Atlético Clube
O Villa Nova Atlético Clube (conhecido como Villa Nova ou apenas como Villa) é um clube esportivo brasileiro, sediado em Nova Lima, na grande Belo Horizonte. Foi fundado em 28 de junho de 1908 com o nome de Villa Nova Athletic Club (o nome da agremiação foi aportuguesado pelas reformas estatutárias posteriores) por trabalhadores ingleses da Saint John Del Rey Mining Company Limited.
É conhecido popularmente como O Leão do Bonfim, apelido que faz referência ao mascote e ao bairro do Bonfim, localidade onde está sediado o clube alvirubro. Seu estádio é o Estádio Municipal Castor Cifuentes, também conhecido como Alçapão do Bonfim, onde manda suas partidas desde 1930, tendo disputado no total 3.112 jogos em sua História, até a partida contra o Palmas em 27 de novembro de 2020.
O Villa Nova tem a maior torcida do interior de Minas Gerais, segundo pesquisa divulgada em janeiro de 2008 pelo Datafolha, e também é considerado o mais bem sucedido clube do interior do estado. Suas cores tradicionais são o vermelho e o branco.
Dentre as principais conquistas do Villa Nova, destacam-se 1 Campeonato Brasileiro da Série B, 5 Campeonatos Mineiros, 2 Taças Minas Gerais e 4 Campeonatos Mineiros do Interior, ostentando ainda 6 vice-campeonatos mineiros em seu cartel.[carece de fontes?] A conquista do Campeonato Brasileiro Série B de 1971 foi a primeira conquista de alguma divisão do Campeonato Brasileiro por um clube do interior de seu estado.
Na primeira metade dos Anos 1930 foi o grande time mineiro, conquistando quatro títulos estaduais e mais três do Torneio Início.

## História
Segundo clube mais antigo de Minas Gerais em atividade, o Villa Nova foi fundado em 28 de junho de 1908, em reunião no salão  de honra da Câmara Municipal da então denominada Villa de Nova Lima, por operários e mineradores ingleses da Saint John Del Rey Mining Company Limited. Naquela data, elegeu-se sua primeira diretoria, que estava assim constituída:
- Presidente: Adolpho de Magalhães
- Secretário e tesoureiro: José Furtado Leite
- Capitão-geral: G. F. Fellows

O Villa Nova foi primeiro clube em atividade a entrar nos gramados mineiros, o que ocorreu na partida em que o Villa derrotou o Combinado de Lagoinha, bairro de Belo Horizonte, por 2 a 1, em Nova Lima, no mesmo dia em que o Leão foi fundado. Apesar de ser três meses e três dias mais novo do que seu rival histórico, o Atlético, o Villa carrega essa marca história de ser a primeira equipe mineira em atividade a entrar em campo, porque o Galo só foi jogar sua primeira partida em 1909.
Dois anos depois, contra o Yale, o Villa faturou a primeira taça, ao vencer este rival de então, por 2 a 1.  No dia 7 de setembro de 1910, alguns atletas do extinto Sport junta-se a atletas do Morro Velho e o Villa Nova  e realizam a primeira partida interestadual de Belo Horizonte. Essa equipe formada foi denominado de Combinado Mineiro, e o adversário desse combinado foi o Riachuelo, equipe do Rio de Janeiro. O placar final foi de 7 a 1 para o Riachuelo.
O Leão foi também o primeiro clube mineiro a formar jogadores que disputariam uma Copa do Mundo com a Seleção Brasileira de Futebol, no caso, Zezé Procópio e Perácio, em 1938, quando já não mais jogavam no Villa.
Embora filiado à Liga Mineira desde 1915, apenas em 1927 o Villa Nova foi aceito como participante do Campeonato Mineiro, então Campeonato da Cidade de Belo Horizonte, sob a alegação de que a distância era grande (15 km), e dificultaria o deslocamento dos outros clubes até Nova Lima.
Outro momento de grande importância para o Villa Nova foi a criação da primeira liga profissional de futebol, em 1933, como resultado da presença cada vez maior de interesses econômicos de dirigentes e atletas, decorrentes da popularização do esporte, fato que também acontecia em vários estados do Brasil , assim como outros países nessa mesma época. Entre os grandes clubes mineiros,  Atlético e Palestra também aderiram ao profissionalismo, seguindo uma tendência de crescimento e modernização que se manifestava em diversos campos da vida cultural belo-horizontina, enquanto o América permaneceu amador, capitulando ao profissionalismo apenas em 1943, dando espaço para o crescimento de seus rivais citadinos, a partir daí.
Na década de 1930, marcada institucionalmente pela profissionalização, a hegemonia esportiva esteve sintomaticamente nas mãos do Villa Nova, seja pelos títulos conquistados, seja também por outras grandes campanhas nessa década, pois o Leão do Bonfim foi um dos baluartes da profissionalização do futebol em terras mineiras.
Martim Francisco, técnico do clube em 1951, foi durante essa passagem baseada como inventor do 4-2-4.  Tal fato foi destacado no livro 'Pirâmide Invertida' de Jonathan Wilson (considerado a Bíblia da história da tática no futebol)
O time profissional do Villa Nova participou dos campeonatos promovidos pela Federação Mineira de Futebol desde 1927, exceto o de 1995, quando o Leão disputou e foi campeão do Campeonato Mineiro Módulo II, sendo tetracampeão mineiro (1932, 1933, 1934 e 1935) , além de campeão mineiro em 1951. A maior façanha do Villa Nova, entretanto, foi a de ter sido o primeiro campeão brasileiro da Segunda Divisão, em 1971, competição equivalente à atual Série B.
Em 90 campeonatos mineiros disputados até 2014, o Villa Nova chegou entre os 5 primeiros em 49.
No Villa, já despontaram craques como Arizona, os irmãos Juca, Vaduca e Osório, Anísio Clemente (Seleção Brasileira), Lito, Tião, Gato, Escurinho, Gil (Seleção Brasileira), Totonho, Luizinho (Seleção Brasileira), Perácio, Zezé Procópio, Geninho, Chico Preto, Canhoto, Alfredo Bernardino e tantos outros.
Patrocinado tradicionalmente pela Anglogold Ashanti, denominação atual da antiga Mineração Morro Velho S.A., com a qual mantém laços históricos profundos, o Villa conquistou em 21 de dezembro de 2007 o patrocínio adicional da Fiat.
No final de 2014 clube inaugura 1ª fase da construção do CT Leão do Bonfim para base e profissional com 3 campos em Nova Lima.
Em 2015, o Villa Nova entrou em grave crise, com quedas no faturamento e consequentes salários atrasados que levaram os atletas a entrarem em greve. Apenas a categoria de base tinha bons desempenhos.
Após anos de más campanhas na elite mineira, o Villa Nova Atlético Clube foi rebaixado em 2020 pela segunda vez em sua rica história a nível estadual.
O ano de 2021 começou da pior maneira possível: a Prefeitura Municipal de Nova Lima decidiu cortar a subvenção histórica destinada ao clube. Como era a principal renda do Leão, a equipe ficou perto de fechar as portas da maneira mais melancólica possível.
No apagar das luzes, perto do início do Campeonato Mineiro do Módulo II, uma parceria com o Coimbra fez com que o Villa tivesse condições de disputar a competição. A jovem equipe de Contagem emprestou tudo para o Leão, em uma parceria nunca visto na história do futebol Brasileiro.
Em uma campanha sólida e guerreira, o Villa Nova se sagrou campeão do Módulo II após vencer o Democrata de Governador Valadares por 3x1 em casa. A conquista do título quebrou um jejum de 15 anos sem levantar um troféu, já que o último havia sido em 2006 pela Taça Minas Gerais.
Antes do campeonato começar, o Villa Nova AC era tido como candidato a brigar pelo rebaixamento, e a campanha pegou a todos de surpresa, mostrando mais uma vez a força do clube.
No ano de 2025, após somar apenas 4 pontos no grupo C do Campeonato Mineiro, o Villa Nova foi rebaixado para o Campeonato Mineiro de Futebol Módulo II.

### Formações históricas
Entre 1927 e 1939, a pior colocação do Villa no Campeonato Mineiro foi o quarto lugar (em 1928 e 1939), tendo o time nesse período se destacado bastante nos amistosos contra equipes poderosas do Estado do Rio de Janeiro e do Estado de São Paulo, o que demonstra a qualidade técnica de uma das forças do futebol brasileiro desta época.
Algumas formações do Villa Nova entraram para história, seja pela beleza do futebol apresentado ou pela importância das conquistas. Abaixo relacionamos alguns times que se tornaram indeléveis na história do futebol mineiro e brasileiro:
- 1932: Time-Base Campeão Mineiro

Gustavo, Barão e Sérgio; Tico-Tico, Carazo e Geninho; Lacerda, Cícero, Prão, Canhoto e Tonho. Técnico: Zé de Deus.
- 1933: Time-Base Campeão Mineiro

Geraldão, Sérgio e Chico Preto; Zezé Procópio, Neco e Geninho; Tonho, Alfredo Bernardino, Lêra, Varela e Canhoto. Técnico: Zé de Deus.
- 1934: Time-Base Campeão Mineiro

Geraldão, Sérgio e Chico Preto; Zezé Procópio, Neco e Geninho; Tonho, Alfredo Bernardino, Perácio, Lêra e Canhoto. Técnico: Zé de Deus.
- 1935: Time-Base Campeão Mineiro

Geraldão, Sérgio e Chico Preto; Zezé Procópio, Neco e Geninho; Tonho, Alfredo Bernardino, Prão, Perácio e Canhoto. Técnico: Zé de Deus.
- 1951: Time-Base Campeão Mineiro

Arizona, Madeira e Anísio; Vicente, Lito e Tão; Osório, Vaduca, Chumbinho, Foguete e Escurinho. Técnico: Martim Francisco e Prão.
- 1968: Time-Base Campeão da Zona Centro do Torneio Centro-Sul

Eduardo; Dodó, Cicinão, Carlos Martins e João Francisco; Daniel e Piorra; Dias, Paulinho Cai-Cai, Osmar e Jesuíno. Técnico: Léo Coutinho.
- 1971: Time-Base Campeão Brasileiro da Segunda Divisão

Arésio; Cassetete, Zé Borges, Bráulio e Mário Lourenço; Daniel e Piorra; Jésum, Eduardo Perrela, Paulinho Cai-Cai e Dias. Técnico: Martim Francisco.
- 1974: Time-Base Campeão da Copa Centro da Federação Mineira de Futebol

Helinho; Índio, Paulo Roberto (Luciano Vieira), Miro e Guilherme; Toninho Catimba e Carlos Roberto; Tonho, Hamilton Frigideira, Silvinho e Jurandi (Lula). Técnico: Moacir Rodrigues.
- 1976: Time-Base Campeão do Torneio Incentivo

Zé Maurício; Dê, Luciano Vieira, Bosco e Alan; Pirulito, Nini e China (Marquinhos); Ronaldo, Danilo e Zu (Claudinho). Técnico: Martim Francisco e Tenente Djalma Martins de Almeida.
- 1977: Time-Base Campeão da Taça Minas Gerais

Ganga; Dê (Índio), Bosco, Dias e Alan; Pirulito, China e Claudinho; Ronaldo, Dirceu Bilisquete e Tonho (Jurandi). Técnicos: Arizona, Anísio Clemente, Tenente Djalma Martins de Almeida e Martim Francisco.
- 1987: Time-Base Campeão do Torneio Incentivo

Roberto Carlos; Gilmar Oliveira, Isaac, Marcus Vinícius Buru e Jardel; Alex Caloi, Erivelto e Elísio; Zé Carlos, Marcus Vinícius Breu e Paulinho Kiss. Técnico: Dawson Laviola Matos.
- 1995: Time-Base Campeão Mineiro do Módulo II

Mutolovick; Toninho, Geovane, Luizinho e Vítor; Tonho, Carlinhos, Guiba e Arthurzinho; Róbson e Edmundo. Técnicos: Rui Guimarães e Palhinha.
- 1997: Time-Base Vice-Campeão Mineiro

Cláudio; Wilson Mineiro, Cláudio Roberto, Eleomar e Wander; Jean, Alemão, Guiba e Kal Baiano; Milton e Adão. Técnico: Luciano Paschoal e Brandãozinho.
- 2006: Time-Base Campeão da Taça Minas Gerais

Glaysson; Mateus, Eddiê (César), Carciano e Marcel; André, Emerson, Paulo César e Márcio Guerreiro; Jil (Clodoaldo) e Márcio Diogo (Eraldo). Técnico: Francisco Carlos Ferreira da Silva - Pirulito.
- 2021: Time-Base Campeão Mineiro do Módulo II

Glaycon, Thiago Ferreira, Alagoano, Stockl e Thainler (Adrian); Kauê, Yan (William) e Gabriel Carioca (Gustavo Crecci); Bruninho, Igor e Mateus Oliveira. Técnico: Cícero Júnior..

## Títulos
| NACIONAIS | NACIONAIS                       | NACIONAIS | NACIONAIS                     |
|           | Competição                      | Títulos   | Temporadas                    |
| --------- | ------------------------------- | --------- | ----------------------------- |
|           | Campeonato Brasileiro - Série B | 1         | 1971                          |
| ESTADUAIS |                                 |           |                               |
|           | Competição                      | Títulos   | Temporadas                    |
|           | Campeonato Mineiro              | 5         | 1932, 1933, 1934, 1935 e 1951 |
|           | Taça Minas Gerais               | 2         | 1977 e 2006                   |
|           | Campeonato Mineiro - Módulo II  | 2         | 1995 e 2021                   |
|           | Campeonato Mineiro do Interior  | 4         | 1984, 1997, 1998 e 1999       |
|           | Torneio Início                  | 5         | 1930, 1932, 1935, 1946 e 1953 |

### Outras conquistas
- Torneio Incentivo FMF: 1976 e 1987
- Taça Nova Lima: 1921
- Taça Nem: 1931
- Torneio  Osvaldo Moreira: 1939
- Torneio Municipal de Belo Horizonte: 1951
- Torneio Quadrangular de Salvador:1951-II
- Torneio Relâmpago de Belo Horizonte: 1953
- Torneio Euvaldo Lodi: 1953
- Torneio Triangular de Belo Horizonte: 1962
- Torneio Metalúrgico Osvaldo Mello: 1962
- Torneio Aloizio Cherubini (Catanduva-SP): 1972
- Torneio Quadrangular de Ubá: 1983
- Torneio  Cidade de Sete Lagoas: 1987
- Torneio Festivo/MG : 1953
- Copa Centro/MG : 1974

### Campanhas de destaques
- Vice-Campeonato Mineiro: 6 vezes (1937, 1945, 1946, 1947, 1953 e 1997)
- Vice-campeão da Taça Minas Gerais: 2 vezes (2009 e 2012)

### Categorias de Base
- Campeonato Mineiro de Juniores: 2 vezes (1997 e 1998)
- Campeonato Mineiro de Juvenis: 1 vez (1964)
- Copa Integração de Juniores: 3 vezes (2005, 2008 e 2011)

## O Villa Nova na história
| O Villa Nova de 1908 a 7 de março de 2024 | O Villa Nova de 1908 a 7 de março de 2024 | O Villa Nova de 1908 a 7 de março de 2024 | O Villa Nova de 1908 a 7 de março de 2024 | O Villa Nova de 1908 a 7 de março de 2024 | O Villa Nova de 1908 a 7 de março de 2024 |
| Vitórias                                  | Empates                                   | Derrotas                                  | Gols Pró                                  | Gols Contra                               | Total de Jogos                            |
| ----------------------------------------- | ----------------------------------------- | ----------------------------------------- | ----------------------------------------- | ----------------------------------------- | ----------------------------------------- |
| 1.267                                     | 801                                       | 1.061                                     | 4.986                                     | 4.135                                     | 3.164                                     |

- Resultados desconhecidos: 35[4]

| O Leão no Campeonato Mineiro – até 2 de março de 2024 | O Leão no Campeonato Mineiro – até 2 de março de 2024 | O Leão no Campeonato Mineiro – até 2 de março de 2024 | O Leão no Campeonato Mineiro – até 2 de março de 2024 | O Leão no Campeonato Mineiro – até 2 de março de 2024 | O Leão no Campeonato Mineiro – até 2 de março de 2024 |
| Vitórias                                              | Empates                                               | Derrotas                                              | Gols Pró                                              | Gols Contra                                           | Total de Jogos                                        |
| ----------------------------------------------------- | ----------------------------------------------------- | ----------------------------------------------------- | ----------------------------------------------------- | ----------------------------------------------------- | ----------------------------------------------------- |
| 605                                                   | 443                                                   | 623                                                   | 2.394                                                 | 2.279                                                 | 1.671                                                 |

### Participações
|  | Participações em 2025 |

| Competição   | Competição            | Temporadas | Melhor campanha           | Estreia | Última | P | R |
| Minas Gerais | Campeonato Mineiro    | 97         | Campeão (5 vezes)         | 1927    | 2025   |   | 3 |
| Minas Gerais | Troféu Inconfidência  | 2          | Vice Campeão (2023)       | 2022    | 2023   |   |   |
| Minas Gerais | Módulo II             | 2          | Campeão (1995 e 2021)     | 1995    | 2021   | 2 | – |
| Minas Gerais | Taça Minas Gerais     | 18         | Campeão (1977 e 2006)     | 1973    | 2012   |   |   |
| Brasil       | Campeonato Brasileiro | 3          | 33º colocado (1979)       | 1978    | 1985   |   | – |
| Brasil       | Série B               | 3          | Campeão (1971)            | 1971    | 2000   | – | – |
| Brasil       | Série C               | 11         | 6º colocado (2004 e 2005) | 1994    | 2007   | 1 | – |
| Brasil       | Série D               | 7          | 10º colocado (2011)       | 2011    | 2020   | – |   |
| Brasil       | Copa do Brasil        | 7          | 2ª fase (2007 e 2024)     | 1998    | 2024   |   |   |

### Outras estatísticas
- 1929 : O Villa desiste de continuar sua participação no torneio porque a maioria das equipes de BH se recusaram a viajar para Nova Lima e jogar contra o Leão.
- 1931 :  Devido a divergências com a Federação, Villa Nova, América e Sete de Setembro abandonaram o campeonato desligando-se da LMDT e formaram uma nova federação, a AMEG, criando no ano seguinte outro campeonato.
- 1958 : Desclassificado no Torneio Eliminatório, que classificou para a fase final, 8 clubes.

## Recordes

### Recordistas de gols em uma única partida
| GOLS       | GOLS                                          |
| ---------- | --------------------------------------------- |
| 1.Carvalho | 7 (Villa 8–1 A.Nogueira, 27 de março de 1927) |
| 2.Perácio  | 7 (Villa 11–1 Retiro, 31 de março de 1936)    |

### Jogadores que mais atuaram
| PARTIDAS    | PARTIDAS |
| ----------- | -------- |
| 1. Anísio   | 339      |
| 2. Isaac    | 306      |
| 3. Pirulito | 302      |

### Técnicos que mais dirigiram
| PARTIDAS          | PARTIDAS |
| ----------------- | -------- |
| 1. Rui Guimarães  | 144      |
| 2. Arizona        | 133      |
| 3. Dawson Laviola | 123      |

### Técnicos com melhor aproveitamento
| APROVEITAMENTO / PARTIDAS | APROVEITAMENTO / PARTIDAS |
| ------------------------- | ------------------------- |
| 1. Zé de Deus             | 80,20% / 102              |
| 2. Euclides Dias          | 66,11% / 91               |
| 3. Tenente Djalma         | 65,09% / 55               |

### Maiores goleadas aplicadas
| GOLEADAS                                            | GOLEADAS |
| --------------------------------------------------- | -------- |
| 1. A. Nogueira 1–14 Villa (25 de fevereiro de 1932) |          |
| 2. Villa 12–0 Palmeiras-MG (11 de novembro de 1928) |          |
| 3. Villa 12–0 Ideal (18 de março de 1979)           |          |

### Maiores públicos
- Exceto rodadas duplas, partidas em Minas Gerais.

| PÚBLICOS                                        | PÚBLICOS |
| ----------------------------------------------- | -------- |
| 1. Villa 0–1 Cruzeiro (22 de junho de 1997)     | 132.834  |
| 2. Villa 1–2 Atlético (21 de abril de 2013)     | 48.525   |
| 3. Villa 2–2 Atlético (24 de janeiro de 1952)   | 40.000   |
| 4. Villa 1–2 Atlético (22 de março de 2009)     | 39.094   |
| 5. Villa 0–1 Cruzeiro (7 de maio de 1972)       | 35.690   |
| 6. Villa 0–1 Cruzeiro (17 de fevereiro de 2018) | 31.705   |
| 7. Villa 1–4 Cruzeiro (18 de novembro de 1979)  | 31.355   |
| 8. Villa 3–3 Atlético (23 de março de 1968)     | 29.800   |
| 9. Villa 0–2 Atlético (6 de agosto de 1967)     | 29.144   |
| 10. Villa 0–1 Cruzeiro (1 de setembro de 1968)  | 28.060   |

## Ranking da CBF
Ranking atualizado em dezembro de 2023
- Posição: 204º
- Pontuação: 102 pontos

Ranking criado pela Confederação Brasileira de Futebol para pontuar todos os clubes do Brasil.

## Clássicos
Atualmente, são considerados clássicos para o Villa Nova os confrontos contra o América-MG, contra o Atlético Mineiro e contra o Cruzeiro.
O maior rival do Villa Nova AC é o América Mineiro, clube que mais enfrentou o alvirrubro na história. Os clubes já se enfrentaram em mais de 200 ocasiões, decidindo por inúmeras vezes o Campeonato Mineiro nas décadas de 1940 e 1950 e a Taça Minas Gerais em 1977. O clássico contra o Coelho também é o de maior equilíbrio entre o Villa e as três principais equipes da capital mineira.
São outros rivais do Villa Nova: o Atlético, rival mais antigo do Leão, e o Cruzeiro, contra quem o Villa fez sua última final estadual, em 1997. Além da proximidade geográfica, outro fator importante para a rivalidade é o grande número de partidas e a longevidade dos confrontos.
O Leão também já possuiu uma rivalidade com o Siderúrgica, a qual englobava as duas únicas equipes do interior a serem campeões estaduais em mais de uma vez. As equipes chegaram a decidir o título do Campeonato Mineiro em 1937, vencido pelos sabarenses.
O Villa Nova também já fez um clássico com o outro único clube nova-limense a jogar o Campeonato Mineiro, o Retiro Sport Club, contra quem o Villa venceu todos os confrontos válidos pelo estadual.

## Torcidas organizadas
- Torcida Organizada Diaboloco
- Torcida Pele Vermelha
- Torcida Força Jovem
- Torcida Terror Jovem Villanovense
- Pavilhão Vermelho
- Torcida Esquadrão Alvirubro

## Presidentes
O atual presidente do clube é Bruno Sarti. Bruno Sarti é o 56º presidente na história do clube alvirrubro. O primeiro foi Hary Lowse, o inglês foi eleito no dia da fundação da agremiação, em 28 de junho de 1908.

## Elenco Atual
- Legenda
- Capitão
- Jogador emprestado
- Jogador de base